# Carlos Germán Burmeister
Karl Hermann Konrad Burmeister o Carlos Germán Conrado Burmeister (Stralsund, Suecia [hoy Alemania], 15 de enero de 1807 - Buenos Aires, Argentina, 2 de mayo de 1892) fue un naturalista, paleontólogo y zoólogo alemán nacionalizado argentino, que desempeñó la mayor parte de su carrera en Argentina.
Realizó exhaustivos trabajos sobre la descripción de la fauna, flora, geología y paleontología de varios países sudamericanos, pero en especial de Argentina, publicando cerca de 300 títulos, entre ellos su Description Physique de la République Argentine, que con magníficas ilustraciones mereció la medalla de oro en su presentación en la Exposición Geográfica de Venecia.
Dirigió desde 1862 hasta su muerte el Museo Argentino de Ciencias Naturales ubicado en la ciudad de Buenos Aires.
Fundó la Academia de Ciencias Naturales de Córdoba integrando a ella a varios profesores venidos de Europa y dejando tras de sí un importante grupo de discípulos que continuaron su obra.

## Biografía
Se graduó en medicina en 1829, y se doctoró en filosofía. Actuó como cirujano en el servicio militar obligatorio pero luego decidió dedicarse a las ciencias naturales. Luego de cumplir etapas de especialización comenzó a enseñar zoología en la Martin Luther University, en la ciudad de Halle (Alemania), desde 1837 a 1861, ejerciendo además la dirección del Museo de Zoología. Datan de esta época sus trabajos de entomología, que concluyeron en 1832 con la edición del Handbuch der Entomologie (Manual de Entomología). Actuó durante breves años en política siendo elegido diputado.
En 1843 publicó su célebre "Historia de la Creación" que tuvo 6 ediciones y fue traducida a 5 idiomas teniendo una notoria influencia entre la intelectualidad europea de esa época. Dicha historia fue elogiada por Alexander von Humboldt, quien le escribió desde Potsdam y le consiguió un subsidio real para visitar Brasil. De esta manera viajó en 1850 a Río de Janeiro y Minas Gerais, regresando a Alemania en abril de 1852. Resultado de ese viaje es su obra Sinopsis de los animales de Brasil.
Entre 1851 y 1853 publicó su obra Vistas geológicas para la historia de la Tierra y sus habitantes.
Una vez más volvió a América gracias a que Humboldt le consiguió una recomendación del rey de Prusia. Llegó a Buenos Aires en 1857 donde conoció el Museo Público de Buenos Aires y viajó a Rosario para pasar luego a Paraná, sede del Gobierno de la Confederación Argentina. Allí las autoridades le autorizaron a viajar a Mendoza, donde permanecería un año. Carlos Burmeister describió todo lo que observaba: el paisaje, el gaucho, el asado, el mate, las viviendas etc. En particular al algarrobo y sus usos domésticos y como alimento para el ganado.
En abril de 1858 volvió a Paraná, donde durante nueve meses fue propietario rural. Junto con su hijo mayor Germán Burmeister Sommer realizó estudios geológicos y paleontológicos en la zona.
En 1859 recorre la ciudad de Rosario, Córdoba, y Tucumán donde permaneció seis meses. Luego exploró Catamarca y La Rioja para desde aquí cruzar a Chile y viajar a Panamá para regresar a Europa, a su cátedra de Halle. Publica entonces su Viaje a los Estados del Plata, con referencia especial a la constitución física y el estado de cultura de la República Argentina.
Sus grandes deseos de volver a las regiones que había visitado unido a cierto desencanto producidos por motivos políticos en su país lo decidieron a renunciar a su cátedra y volver a la Argentina donde el presidente Bartolomé Mitre y su ministro Domingo Faustino Sarmiento, a quien siempre admiró y apreció, lo nombraron Director del Museo de Buenos Aires en febrero de 1862. Ejerció ese cargo con gran eficacia durante 30 años trabajando especialmente sobre los mamíferos fósiles pampeanos y describiéndolos en la Revista Farmacéutica. Ordenó la colección que había en el museo, incrementándola con hallazgos como el célebre Smilodon de Muñiz.
En 1865 se casó en segundas nupcias con Petrona de Tejeda, descendiente de los conquistadores españoles de Tucumán, con la que tuvo cuatro hijos: Carlos, Amelia, Federico y Gustavo, uno de estos hijos, Federico Burmeister fue también naturalista y explorador de la Patagonia.
Al año siguiente, con el apoyo del rector de la Universidad de Buenos Aires, Juan María Gutiérrez, fundó la Sociedad Paleontológica de Buenos Aires cuyo principal fin fue el de estudiar y dar a conocer los fósiles del entonces Estado de Buenos Aires y fomentar el Museo Público.
En 1874 el entonces presidente Domingo Faustino Sarmiento le encomendó las gestiones tendientes a incorporar a 20 profesores de ciencias exactas y naturales para trabajar en la Universidad de Córdoba, dada la escasez de los mismos en el país y a la poca relevancia que se les estaba dando a esas ciencias. Burmeister se encargó de esto y fundó la Academia de Ciencias Naturales de Córdoba integrando a ella a profesores venidos de Europa que estaban obligados a dar clase en la universidad cordobesa. Entre ellos se encontraba el joven Hendrik Weyenbergh, que sería después director de la Academia Nacional de Ciencias. Bajo la dirección de Burmeister la Academia inició de inmediato sus publicaciones, apareciendo desde 1874 su Boletín y desde 1875 hasta 1879 sus Actas.
Una gran obra de Burmeister, fue la Description Physique de la République Argentine d’après des observations per-sonnelles et étrangères (escrita también en alemán y dedicada a Sarmiento) en cuatro tomos editados desde 1876 a 1879, junto con el álbum Vues pittoresques de la Republique Argentine, que traía magníficas ilustraciones de la flora, fauna, geología y paleontología del país y en la que él fue su único redactor e ilustrador. Editada por el Instituto Geográfico Argentino, mereció en la Exposición Geográfica de Venecia (1891) la medalla de oro de calidad y cuidado en su presentación.
También fue de su autoría Los caballos fósiles de la pampa argentina que el gobierno argentino presentó en la exposición de Filadelfia en 1876.
Publicó cerca de 300 títulos. En el 50.º aniversario de su doctorado fue agasajado tanto por argentinos como por varias universidades europeas, recibiendo condecoraciones del emperador de Prusia y de Brasil.
Debido a la capitalización de la ciudad de Buenos Aires, se convino con la provincia homónima la nacionalización del Museo de Buenos Aires, en 1884, cumpliéndose el deseo de Burmeister por conservar su autonomía operativa.
Tuvo una gran rivalidad con Florentino Ameghino, quien era un activo propagandista de la teoría de la evolución darwiniana, mientras que él era un decidido antagonista de dicha teoría.
Decía:

No podemos echar abajo el principio de la invariabilidad de las especies sin que se venga también por los suelos toda la zoología científica.

Falleció en 1892, a los 85 años, como consecuencia de heridas producidas por un accidente en el Museo. Había dejado designado como su sucesor al frente del Museo de Ciencias de Buenos Aires al Dr. Carlos Berg, probablemente para bloquear el acceso de Ameghino, quien de todas maneras ocuparía esa dirección 10 años después.
Se le erigió un monumento en el Parque Centenario de la ciudad de Buenos Aires, detrás del Museo Argentino de Ciencias Naturales Bernardino Rivadavia, por iniciativa del Intendente de Buenos Aires Francisco Seeber. Sus restos mortales fueron trasladados a dicho museo donde descansan desde 1967.

## Abreviatura (zoología)
La abreviatura Burmeister  se emplea para indicar a Carlos Germán Burmeister como autoridad en la descripción y taxonomía en zoología.

## Especies animales descriptas
- Phocoena spinipinnis, delfín de Burmeister, fue descripto por él, como una especie nueva en 1865.
- Balaenoptera bonaerensis, rorcual austral o minke antártico, especie de cetáceo misticeto de la familia Balaenopteridae (1867).
- El género de cánidos Lycalopex fue descripto por el autor en 1854 y su sinónimo Pseudalopex en 1856.
- El lagarto Pristidactylus scapulatus.
- Mantinae, una subfamilia de la familia Mantidae, comúnmente conocidas como las mantis religiosas o mamboretáes. Esta subfamilia contiene cerca de 53 géneros y 3 tribus, descriptas por Burmeister.
- La cochinilla Dactylopius coccus.
- Especies de gusanos blancos como Cyclocephala signaticollis, Cyclocephala modesta, Cyclocephala putrida o Archophileurus vervex.

- La abreviatura «Burmeist.» se emplea para indicar a Carlos Germán Burmeister como autoridad en la descripción y clasificación científica de los vegetales.[1]

## Obra
- Burmeister, C.G.C. (1860). «Systematisches Verzeichniss der in den La Plata Staaten beobachteten Vögelarten». Journal für Ornitologie (en alemán). Vol.8, 474 pp. n° 46 pp. 241–268. Cassel. Disponible en Biodiversitas Heritage Library.

## Honores
Fue honrado como académico de la Academia Nacional de Ciencias Exactas, Físicas y Naturales de Argentina.

### Epónimos
- Chunga burmeisteri, la chuña de patas negras.
- Hylidae, Phyllomedusa burmeisteri o Rana de Burmeister.
- Francisco P. Moreno le dedica Brontornis burmeisteri, ave fósil, denominada ave del terror de la familia Phorusrhacidae.
- Hypercompe burmeisteri una mariposa de la familia Arctiidae.
- Paracles burmeisteri una mariposa de la familia Arctiidae.
- Un picaflor Microstilbon burmeisteri.
- El pájaro tiránido Phyllomyias burmeisteri, existiendo muchas otras especies dedicadas a su persona.